# Stefan Czarniecki
Stefan Czarniecki (Czarnca, 1599 - nabij Brody, 16 februari 1665) was een Poolse edelman en generaal. Hij wordt gezien als een van de grootste Poolse generaals.

## Biografie

### Vroege carrière
Stefan Czarniecki werd geboren op het familielandgoed in Czarnca in een verarmde adellijke familie en hij verkreeg zijn militaire opleiding toen hij diende bij de Lisowczyken met wie hij vocht in de Slag bij Chotyn in 1621. Twee jaar later maakte hij de overstap naar het reguliere leger toen zijn broer Pawel werd gerekruteerd als ritmeester en dienden de broers onder hetman Stanisław Koniecpolski. Ze namen deel aan de campagnes tegen de Tataren en waren betrokken bij het neerslaan van een kozakkenopstand in 1625. Vervolgens vocht Czarniecki ook in de Pools-Zweedse Oorlog en was hij aanwezig bij de Slag bij Dirschau.
Nadat de Pools-Zweedse Oorlog ten einde was diende hij enige tijd in het leger van de Habsburgers in de Dertigjarige Oorlog. Zo vocht hij mee in de Slag bij Breitenfeld. In 1633 keerde hij terug in Poolse dienst en dit keer ging hij de strijd aan met de Russen in de Smolenskoorlog. Vier jaar later was Czarniecki betrokken bij het neerslaan van een nieuwe kozakkenopstand. In datzelfde jaar huwde hij met Zofia Kobierzycka.

### Tegen Chmelnytsky en de Zweden
Czarniecki trok opnieuw ten strijde tegen de kozakken toen de Chmelnytskyopstand uitbrak in 1648. Hij werd door Bohdan Chmelnytsky gevangen genomen in de Slag bij Zhovti Vody, maar na het betalen van losgeld werd hij snel weer vrijgelaten. Czarniecki vocht vervolgens tegen de kozakken in de slagen van Berestechko en Bila Tserkva. Na de slag bij Batoh was hij getuige van de massamoord die daar plaatsvond en raakte hij ervan overtuigd dat het sluiten van een compromis met de vijand uitgesloten was.

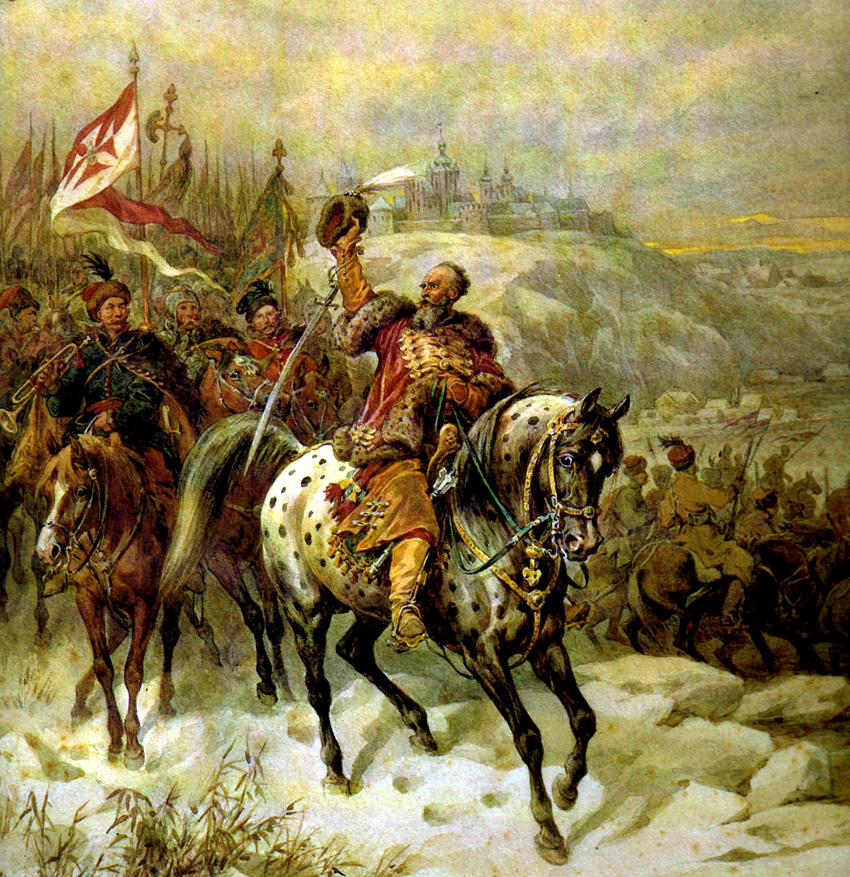
Czarniecki nabij Płock, geschilderd door Juliusz Kossak.

Hij leidde vervolgens een plundercampagne in het huidige Oekraïne, maar in 1655 werd hij teruggeroepen naar Warschau om aan te schuiven in de oorlogsraad waar gesproken werd over het gevaar dat van de Zweden uitging. Koning Jan II Casimir vertrouwde Lubomirski niet helemaal waardoor hij Czarniecki prefereerde. Op 14 mei van dat jaar verkreeg hij ook de positie van kastelein van Kiev, een functie die hem een zetel in de senaat bood.
In 1655 viel het Zweedse leger van koning Karel X Polen binnen en Czarniecki wist zich te onderscheiden bij het Beleg van Krakau dat hij uiteindelijk met goede voorwaarden overgaf aan de Zweden. Hij bleef vervolgens trouw aan de Poolse koning en door zijn trouw verkreeg hij meer landerijen van de koning. Czarniecki leidde dan een guerrillaoorlog tegen de Zweden en wist een belangrijke overwinning op hen te behalen in de Slag bij Warka. Doordat de oude adellijke legerleiding hem als een bedreiging voor haar eigen positie zag, verkreeg Czarniecki niet de post van hetman, maar werd hij woiwode van Roethenië en benoemde de koning hem tot "generaal en vicecommandant van het koninklijke leger".

### Laatste veldslagen
In 1657 trok Czarniecki met een leger van 5.000 man Zweeds-Pommeren binnen om de garnizoenen die daar gelegerd waren te teisteren. Tussen 1658 en 1659 stond hij de Denen bij in de Deens-Zweedse Oorlog. Het jaar daarop werd het Verdrag van Oliva gesloten dat een einde maakte aan de vijandelijkheden tussen Polen en Zweden en hierop reisde Czarniecki naar het front in Rusland waar hij verschillende overwinningen op de Russen wist te behalen, zoals de Slag bij Polonka. Deze militaire campagne markeerde het hoogtepunt van de militaire carrière van Czarniecki.

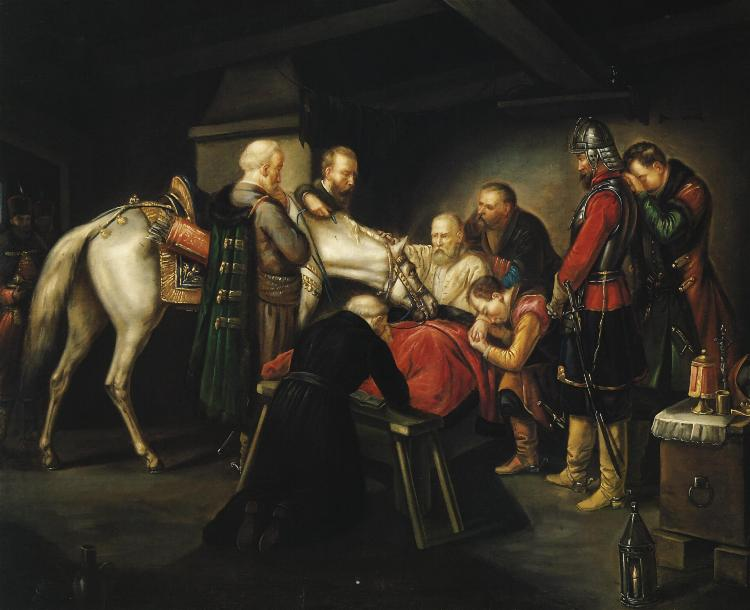
De dood van Czarniecki, geschilderd door Leopold Loeffler (1860).

De slag bij Polonka kwam hem ook op kritiek te staan. Czarniecki werd verweten dat hij losgeld dat hij voor de Russen had gekregen zichzelf had toegeëigend in plaats van dat hij zijn onderbetaalde troepen betaalde. Bij een bijeenkomst van de sejm in 1652 vroegen enkele militaire afgevaardigden om sancties tegen Czarniecki. Desalniettemin werd hij in 1664 benoemd tot woiwode van Kiev en een jaar later volgde de benoeming tot veldkroonhetman. Czarniecki raakte kort daarop gewond en deze wonde raakte geïnfecteerd. Hieraan overleed hij op 16 februari 1665, slechts zes weken nadat hij de hoogste Poolse militaire functie had bereikt.

## Nalatenschap
Czarniecki verkreeg een staatsbegrafenis en werd begraven in een tombe van de kapel die hij had gesticht in Czarnca. Al tijdens zijn leven was hij uitgegroeid tot een onderwerp van volksliederen en gedichten. Tijdens de Poolse Verlichting schreef onder andere Julian Ursyn Niemcewicz over hem en de biografie over Czarniecki van Michał Dymitr Krajewski vestigde definitief zijn status als held die Polen had gered van de anarchie. Daarnaast is hij ook een belangrijk personage in de Trilogie van Henryk Sienkiewicz. Ook wordt er naar Czarniecki gerefereerd in het nationale volkslied van Polen.